# Josh Mahura
Josh Mahura (Saint Albert, Alberta, 5 de mayo de 1998), apodado Hurdog, es un jugador profesional canadiense de hockey sobre hielo que se desempeña en la posición de defensor izquierdo en Florida Panthers, equipo de la National Hockey League (NHL).

## Carrera
Fue seleccionado en la tercera ronda en la NHL Entry Draft de 2016. En 2018 hizo su debut profesional con el equipo Anaheim Ducks, en el cual jugó cuatro temporadas (2018-2022), después pasó a Florida Panthers, donde lleva jugando dos temporadas.